# پرنیان‌بال سیلیسا
پرنیان‌بال سیلیسا (نام علمی: Cigaritis cilissa) گونه‌ای پروانه است که در تیره پرنیان‌بالان قرار دارد. زیستگاه این حشره کردستان، سوریه، ایران، عراق، اسرائیل و ترکیه می‌باشد.